# P-56
Р-56 (індекс УРВ РВСН — 8К68) — експериментальна ракета-носій (РН) надважкого класу, розроблена ОКБ-586. Головний конструктор М. К. Янгель.Пропонувалась для міжпланетних польотів, в тому числі і на Місяць по відповідній радянській пілотованій програмі. Розробка бойового варіанту ракети обмежилась лише проектом.

## Розробка
Ініціативна розробка в КБ Янгеля комплексу надважкої ракети-носія здійснювалася ОКБ-586 у відповідності з Постановою ЦК КПРС і ради міністрів СРСР від 22 травня 1963 року. Після прийняття рішення урядом розробляти надважку ракету Н-1 КБ Королева і використовувати важку ракету УР-500 КБ Челомея (с нижчими у порівнянні з ракетою Р-56 можливостями) конкуруючі розробки надважких ракет Р-56 КБ Янгеля и УР-700 КБ Челомея вирішили зупинити.

## Конструкція та характеристики
РН Р-56 є двоступенева с послідовним відкиданням ступенів. Можливе використання ще двох додаткових ступенів — орбітального з одноразовим запуском двигуна та космічного з багаторазовим запуском двигуна.
|                            |                            | I ступінь | II ступінь | III ступінь | IV ступінь                         |
| -------------------------- | -------------------------- | --------- | ---------- | ----------- | ---------------------------------- |
| Початкова вага, т          | Початкова вага, т          | 1421      | 259        | 46          | 12,6 (до Місяця); 17,0 (стац. ШСЗ) |
| Кінцева вага, т, т         | Кінцева вага, т, т         | 345,6     | 65,8       | 16,4; 20,8  | 4,8; 8,5                           |
| Маса компонентів палива, т | Маса компонентів палива, т | 1099,6    | 199,2      | 30,1        | 8,71                               |
| Тяга РУ, тс                | на рівні моря              | 148×16    | —          | —           | —                                  |
| Тяга РУ, тс                | у вакуумі                  | 164×16    | 172,3      | 50          | 12                                 |
| питомий імпульс, с         | на рівні моря              | 285       | —          | —           | —                                  |
| питомий імпульс, с         | у вакуумі                  | 316       | 325        | 327         | 350                                |

В якості основних двигунів розглядались двигуни розробки ОКБ-456 11Д43 і його модифікація 11Д44 з висотним соплом. Рухова установка (РУ) I ступеня складалась з 12 основних і 4 керуючих двигунів, виконаних хитними в тангенціальній плоскості. На II ступені РУ складалась з основного однокамерного двигуна та чотирьохкамерного керуючого двигуна. На орбітальному ступені РУ складалась з однокамерного основного двигуна та четирьохкамерного керуючого, допускаючи запуск в умовах невагомості. РУ космічного ступеня складалась з однокамерного двигуна з чотирьохкратним запуском в умовах невагомості.
На I й II ступенях використовувалась паливна пара азотний тетраоксид (АТ) й несиметричний диметилгідразін (НДМГ). На третьому (орбітальний) і четвертому (космічний) ступенях — АТ в якості окисника та Г-50 в якості палива.
Система керування РН (СУ) — автономна, розроблялась ОКБ-692 та НИИ-944 з врахуванням гарантованого виконання задачі при вимиканні одного двигуна I ступеня та пуску РН у будь-якому напрямку з неповоротної пускової установки (ПУ). СУ орбітального та космічного ступенів — комбінованого типу.
Комплекси на базі Р-56 пропонують використовувати для дослідження і освоєння Місяця і найближчих планет Сонячної системи, і зокрема:
- пілотованого обльоту Місяця та великомасштабної зйомки його поверхні;
- організації автоматичних станцій «служби Місяць» та їхнього обслуговування;
- доставки для експедицій необхідних вантажів;
- запуску автоматичних міжпланетних станцій;

Для цих цілей, РН Р-56 повинна була забезпечити запуск космічних об'єктів:
- на кругову полярну орбіту висотою 200 км — 40 т;
- на геостаціонарну орбіту (ГСО) — 6,0 т:
- на орбіту навколо Місяця — 12,0 т;
- в район планет Марс та Венера — 6-8 т;
- маса автоматичної станції що доставляється на поверхню Місяця — 3 т.

Час підготовки РН до пуску:
- з готовності 1 — 20 хв.
- з готовності 2 — 80 хв.